# Martha Rocha
Pour les articles homonymes, voir Rocha (homonymie).
Maria Martha Hacker Rocha, née le 19 septembre 1932 à Salvador (État de Bahia) et morte le 4 juillet 2020 à Niterói (État de Rio de Janeiro),, est la première Miss Brésil, élue en 1954. Elle a été élue 1re dauphine de Miss Univers 1954.
Après le concours, Martha Rocha est devenu une référence de la beauté nationale.

## Biographie

### Famille et études
Martha Rocha est née le 19 septembre 1932 à Salvador, au Brésil. Elle est le septième enfant d'une famille de onze enfants. Elle est la fille d'un ingénieur, Álvaro Rocha et d'une mère au foyer, Hansa Rocha. Ses parents sont de descendance portugaise, française, danoise et hongroise. Elle rencontre Guilherme Simões, le neveu du fondateur du journal A Tarde, Ernesto Simões Filho en 1954. Guilherme Simoes la convainc de participer au concours Miss Bahia. Bien que son père n'approuve pas la décision de Martha, elle finit par y participer et remporte le concours de Miss Bahia.

### Élection Miss Brésil 1954
Élue successivement Miss Bahia 1954, Martha Rocha est élue Miss Brésil 1954 le 26 juin 1954, au Palais Quitandinha de Petrópolis, à 18 ans. Le concours visait à élire une représentante pour défendre le Brésil internationalement au concours Miss Univers.
Le jury était composé exclusivement que de personnalités brésiliennes tels que le poète Manuel Bandeira, le peintre Tomás Santa Rosa, le romancier Armando Fontes, le journaliste et homme politique Pompeu de Souza, l'écrivaine et chroniqueuse Helena Silveira et les journalistes Fernando Sabino et Paulo Mendes Campos.
Ses dauphines :
- 1re dauphine : Zaída Saldanha, Miss Rio de Janeiro
- 2e dauphine : Lygia Carotenuto, Miss Rio Grande do Sul

### Élection Miss Univers 1954
Martha Rocha représente le Brésil au concours de Miss Univers au Long Beach Municipal Auditorium, aux États-Unis pour l'année 1954 où elle termine 1re dauphine.
À l'époque, les médias ont rapporté que l'Américaine Miriam Stevenson avait remporté le concours grâce à deux pouces de plus sur ses hanches. L'histoire des deux pouces a été inventée par le journaliste João Martins dans la revue O Cruzeiro pour consoler la fierté brésilienne,.

### L'après-Miss Brésil
Martha Rocha transmet son titre de Miss Brésil à Emília Barreto, Miss Ceará, élue Miss Brésil 1955 le 25 juin 1955.
En 1995, toutes ses économies sont volées par Jorge Piano, le frère de son premier mari, Álvaro Piano. Jorge Piano était le fondateur de Casa Piano, un des plus grands bureaux de change à Rio de Janeiro dans la seconde moitié du XXe siècle lorsque l'entreprise fait faillite. Il a  fui aux États-Unis, laissant derrière lui de nombreux investisseurs en difficultés financières. Elle a vendu son appartement de quatre chambres à Lagoa Rodrigo de Freitas pour payer ses engagements, éviter la faillite et survivre tout en réorganisant ses finances personnelles. Elle n'a cependant pas révélé la somme totale perdue dans cette affaire.
Elle a vendu en 1997 une de ses toiles, d'une valeur entre 1000 et 2000 réaux brésiliens à Anthony Garotinho qui était maire de Campos dos Goytacazes.
En 2004, à l'occasion du 50e anniversaire du concours Miss Brésil, une exposition de photographie lui est dédiée pour sa carrière en tant que Miss Brésil.

### Vie privée
Martha Rocha épouse le banquier portugais Álvaro Piano et donne naissance à deux garçons, Álvaro Luiz et Carlos Alberto. En 1956, son mari décède tragiquement dans un accident d'avion en Argentine. Elle se remarie avec un homme d'affaires brésilien Ronaldo Xavier de Lima et il naît une fille de cette union, Claudia Xavier de Lima.
En juillet 2000, elle découvre être porteuse d'un cancer du sein au mamelon du sein gauche après avoir vu un reportage télévisé sur les efforts conjoints de la santé qui favorisent l'auto-examen. Un mois plus tard, elle a été admise à la clinique São Vicente pour le retirer.

## Dans la culture populaire
- La marque automobile américaine Chevrolet lance en 1956 au Brésil le pick-up 3100 de deux pouces, faisant référence à l'histoire de deux pouces qui a empêché sa victoire à l'élection de Miss Univers 1954. Le véhicule a été surnommé Marta Rocha[13].
- Dona Dair da Costa Terzado, confiseuse brésilienne et propriétaire de Confeitaria das Famílias, s'est inspirée de la légende de Martha Rocha et de sa beauté et a créé la tarte Martha Rocha, devenue l'un des plus grands succès gastronomiques au Brésil[14].